# Vigerslev Station
 Denne artikel bør gennemlæses af en person med fagkendskab for at sikre den faglige korrekthed.

For passagerudvekslingsstedet se Vigerslev Allé Station og København Syd Station.
Vigerslev Station er forgreningsstation i bydelen Vigerslev ved Valby i København. Stationen har været et vigtigt knudepunkt i jernbanenettet ved København, men har mest været offentligt kendt i forbindelse med Vigerslev-ulykken i 1919; en af de alvorligste jernbaneulykker i Danmark med 40 dræbte.

## Historie
Stationen blev oprettet i forbindelse med ibrugtagningen af Godsbanegården i København i 1901, som en forgrening af Vestbanen ved Vigerslevvej, hvor der i forvejen var en bevogtet overkørsel. Før det var der en midlertidig station under anlægsarbejdet af Godsbanegården, hvor tog med materiel til anlægsarbejdet kunne føres ind. Allerede i 1909 bliver banen til Godsbanegården omlagt fra den nuværende linje til Hovedbanegården til den nuværende godsforbindelsesbane. Imod banen til Frederiksberg var der ved Roskildevej en krydsningsstation hvor fra/til baner nord for København, kunne komme til Godsbanegården via Valby. Her blev godstrafikken i 1909 fra/til nord omlagt til godsforbindelsesbanen via Valby Gasværk Station og strækningen via Valby Station blev nedlagt i 1913. Valby Gasværk Station var i en kort årrække en selvstændig station med egen stationsbygning, men blev senere underlagt Vigerslev Station. Valby Gasværk Station lå der hvor godsforbindelsesbanen går over Vigerslev Allé. I 1911 afsluttes sidste trin i denne omlægning, hvor Vestbanen omlægges til den nuværende linjeføring til Hovedbanegården.
Næste bølge er omlægning til Godsringbanen imod nord. Den 23. oktober 1929 omlægges trafikken fra Frederiksberg til Vestbanen til at blive ført over Flintholm Station. I maj 1930 omlægges resten af trafikken til Godsringbanen og strækningen imellem Frederiksberg og Vigerslev blev nedlagt. Harrestrup Station blev oprettet som en understation, hvor Godsringbanen afgrener imod Vestbanen. Året efter blev der installeret et sikringsanlæg der dækkede Vigerslev, Harrestrup og Valby Gasværk Stationer med en nyopført kommandopost ved overkørslen ved Vigerslevvej. I 1938 blev overkørslen erstattet med en bro, der førte vejen under banen.
I 1951 og 1952 bliver Vigerslev ombygget med niveaufri krydsning af Vestbanen og den tekniske forgreningsstation Hvidovre Fjern oprettes for tog i østgående retning ud for S-togstationen Hvidovre. I 1979 bliver Hvidovre Fjern udskilt i en selvstændig teknisk station, som håndterer afgreningen fra/til Vestbanen i begge retninger. Denne nye station fjernstyres fra Roskilde. Samtidig bliver betegnelserne Harrestrup og Valby Gasværk afskaffet og hele stationsområdet bliver kaldt Vigerslev Station. I 1980 får Vigerslev Station nyt sikringsanlæg og betjeningen af stationen flyttes fra kommandoposten ved Vigerslevvej til Hvidovre Station og senere bliver stationen fjernstyret fra Hovedbanegården.
I 1998 åbnes strækningen til Øresundsbanen og stationsgrænsen flyttes om på den anden side af Gammel Køge Landevej. De gamle godsspor bliver ændret til et omløbsspor, hvor tog imellem Sverige og Godsbanegården kan skifte kørselsretning.
Efter åbningen af Øresundsforbindelsen i 2000, mistede Godsringbanen betydning og banen blev ombygget til S-bane under navnet Ringbanen og sporene på Vigerslev Station blev omlagt. På den gamle stationens område åbner i januar 2005 stationerne Danshøj, Vigerslev Allé Station og den midlertidige station ved Gammel Køge Landevej. Teknisk bliver Vigerslev Station udvidet med en S-togsdel fra Vigerslev Alle Station, som også omfatter Ny Ellebjerg Station's lave del, der blev åbnet for trafik i 2007. S-banen har forbindelse med resten af Vigerslev Station, hvor det er muligt føre tog for signal mellem Ringbanen og hhv. Godsforbindelses- og Øresundsbanen.

## Gods
Udover at være et vigtig trafikknudepunkt, var der ekspedition af gods. Læssesporet blev taget i brug i 1931, og der var ekspedition af stykgods i perioden 1952 til 1974. I 1988 stoppede betjeningen af vognladningsgods. Fra stationen var der sidespor til Valby Gasværks spor, hvor bl.a. Grønttorvet blev betjent. Gasværket have egen bane parallelt med Godsforbindelsesbanen til havnen. I dag er der kun få sidespor tilbage ved Grønttorvet, som nu kun bruges til baneformål.

### Strækninger til stationen
- Godsforbindelsesbanen ved København - oprindelig strækning til godsbanegården - er blevet ombygget til personbane i 2012.
- København-Køge-Ringsted-banen - ny bane over Køge til Ringsted
- Ringbanen - nu S-bane til Hellerup, var oprindelig godsbane til Flintholm Station
- Vestbanen - banen til Roskilde og Korsør.
- Øresundsbanen - forbindelsesbane til Københavns Lufthavn og Øresundsbroen

### Stationer i området
- Danshøj Station
- Vigerslev Alle Station
- København Syd Station
- Hvidovre Station